# بركانلو
بركانلو (بالفارسية: پرکانلو) هي قرية تقع في قسم ميلانلو الريفي (مقاطعة إسفراين) في إيران. يقدر عدد سكانها بـ 82 نسمة بحسب إحصاء 2016.